# La Besace
Pour les articles homonymes, voir Besace.
La Besace est une commune française située dans le département des Ardennes, en région Grand Est.

## Géographie

### Localisation
Les communes limitrophes sont  Beaumont-en-Argonne, La Berlière, Raucourt-et-Flaba, Stonne et Yoncq.

### Géologie et relief
Hydrogéologie et climatologie : Système d’information pour la gestion des eaux souterraines du bassin Rhin-Meuse :
Territoire communal : Occupation du sol (Corinne Land Cover); Cours d'eau (BD Carthage),
Géologie : Carte géologique; Coupes géologiques et techniques,
 Hydrogéologie : Masses d'eau souterraine; BD Lisa; Cartes piézométriques.

### Hydrographie
La commune est dans le bassin versant de la Meuse au sein du bassin Rhin-Meuse. Elle est drainée par le ruisseau de Dione et le ruisseau Godet,.

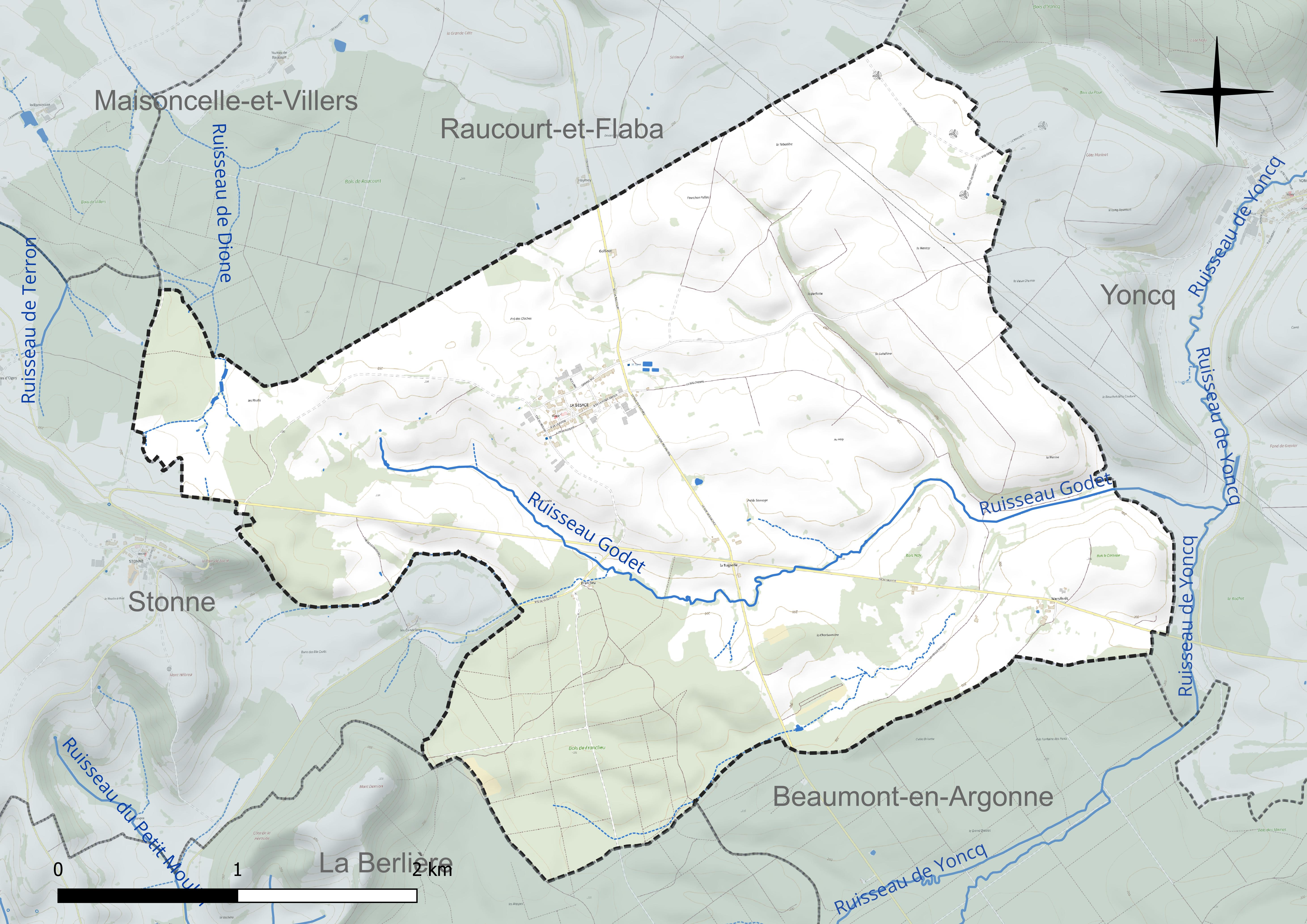
Réseaux hydrographique de la Besace.

### Climat
Pour des articles plus généraux, voir Climat du Grand Est et Climat des Ardennes.
En 2010, le climat de la commune est de type climat de montagne, selon une étude du Centre national de la recherche scientifique s'appuyant sur une série de données couvrant la période 1971-2000. En 2020, Météo-France publie une typologie des climats de la France métropolitaine dans laquelle la commune est exposée à un climat océanique altéré et est dans la région climatique Lorraine, plateau de Langres, Morvan, caractérisée par un hiver rude (1,5 °C), des vents modérés et des brouillards fréquents en automne et hiver.
Pour la période 1971-2000, la température annuelle moyenne est de 9,6 °C, avec une amplitude thermique annuelle de 15,7 °C. Le cumul annuel moyen de précipitations est de 984 mm, avec 13,9 jours de précipitations en janvier et 9,6 jours en juillet. Pour la période 1991-2020, la température moyenne annuelle observée sur la station météorologique de Météo-France la plus proche, « Douzy », sur la commune de Douzy à 14 km à vol d'oiseau, est de 10,5 °C et le cumul annuel moyen de précipitations est de 857,0 mm. 
La température maximale relevée sur cette station est de 40,3 °C, atteinte le 25 juillet 2019 ; la température minimale est de −14,8 °C, atteinte le 3 janvier 2004,,.
Les paramètres climatiques de la commune ont été estimés pour le milieu du siècle (2041-2070) selon différents scénarios d'émission de gaz à effet de serre à partir des nouvelles projections climatiques de référence DRIAS-2020. Ils sont consultables sur un site dédié publié par Météo-France en novembre 2022.

## Urbanisme

### Typologie
Au 1er janvier 2024, La Besace est catégorisée commune rurale à habitat dispersé, selon la nouvelle grille communale de densité à 7 niveaux définie par l'Insee en 2022.
Elle est située hors unité urbaine. Par ailleurs la commune fait partie de l'aire d'attraction de Sedan, dont elle est une commune de la couronne,. Cette aire, qui regroupe 31 communes, est catégorisée dans les aires de moins de 50 000 habitants,.

### Occupation des sols
L'occupation des sols de la commune, telle qu'elle ressort de la base de données européenne d’occupation biophysique des sols Corine Land Cover (CLC), est marquée par l'importance des territoires agricoles (72,4 % en 2018), une proportion sensiblement équivalente à celle de 1990 (72,2 %). La répartition détaillée en 2018 est la suivante : 
prairies (40,9 %), terres arables (28,6 %), forêts (25,7 %), zones agricoles hétérogènes (2,9 %), zones urbanisées (1,8 %). L'évolution de l’occupation des sols de la commune et de ses infrastructures peut être observée sur les différentes représentations cartographiques du territoire : la carte de Cassini (XVIIIe siècle), la carte d'état-major (1820-1866) et les cartes ou photos aériennes de l'IGN pour la période actuelle (1950 à aujourd'hui).

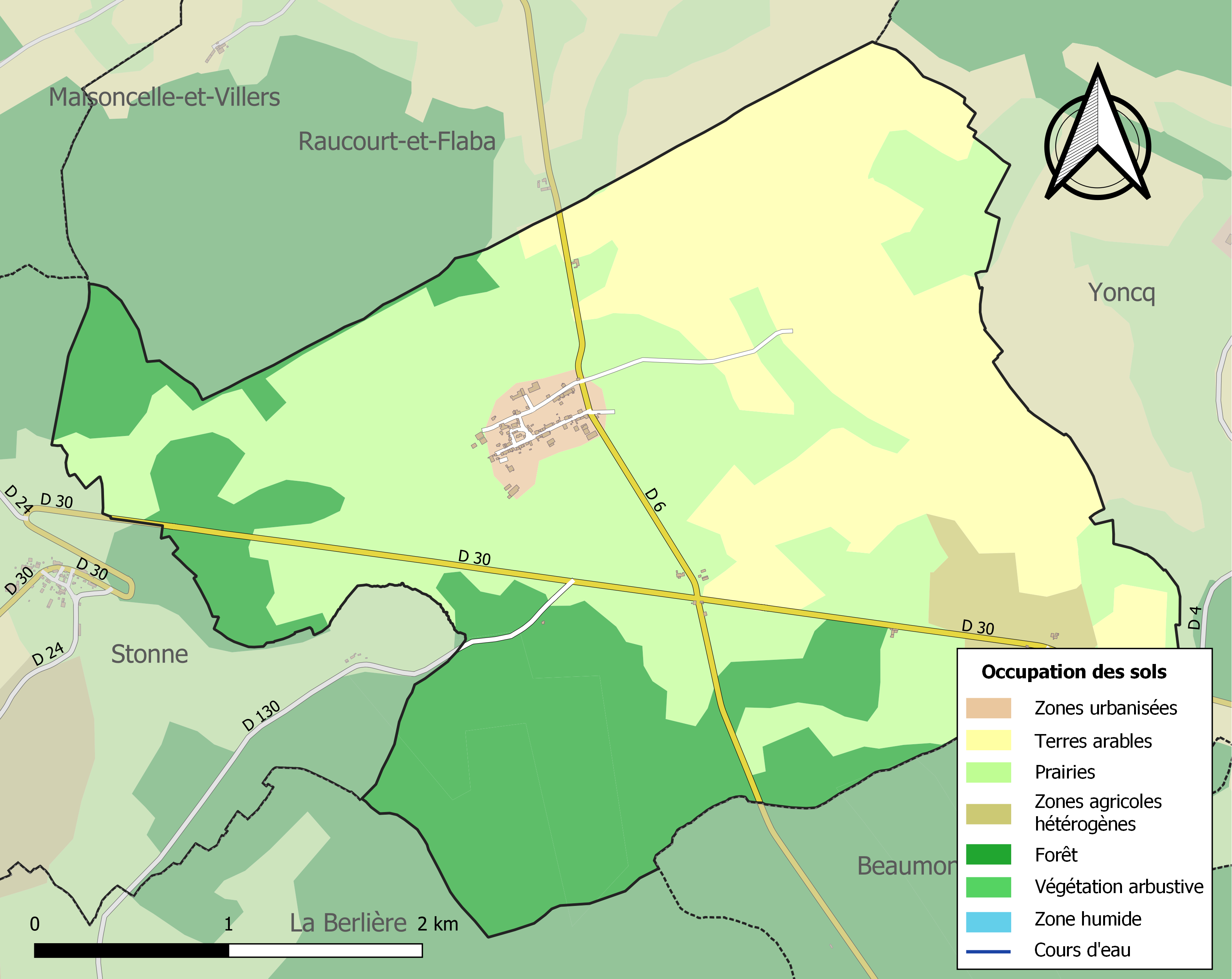
Carte des infrastructures et de l'occupation des sols de la commune en 2018 (CLC).

### Voies de communications et transports

#### Voies routières
- A203 : Échangeurs Donchery, Vrigne au bois.

#### Transports en commun
- Fluo Grand Est.

##### SNCF

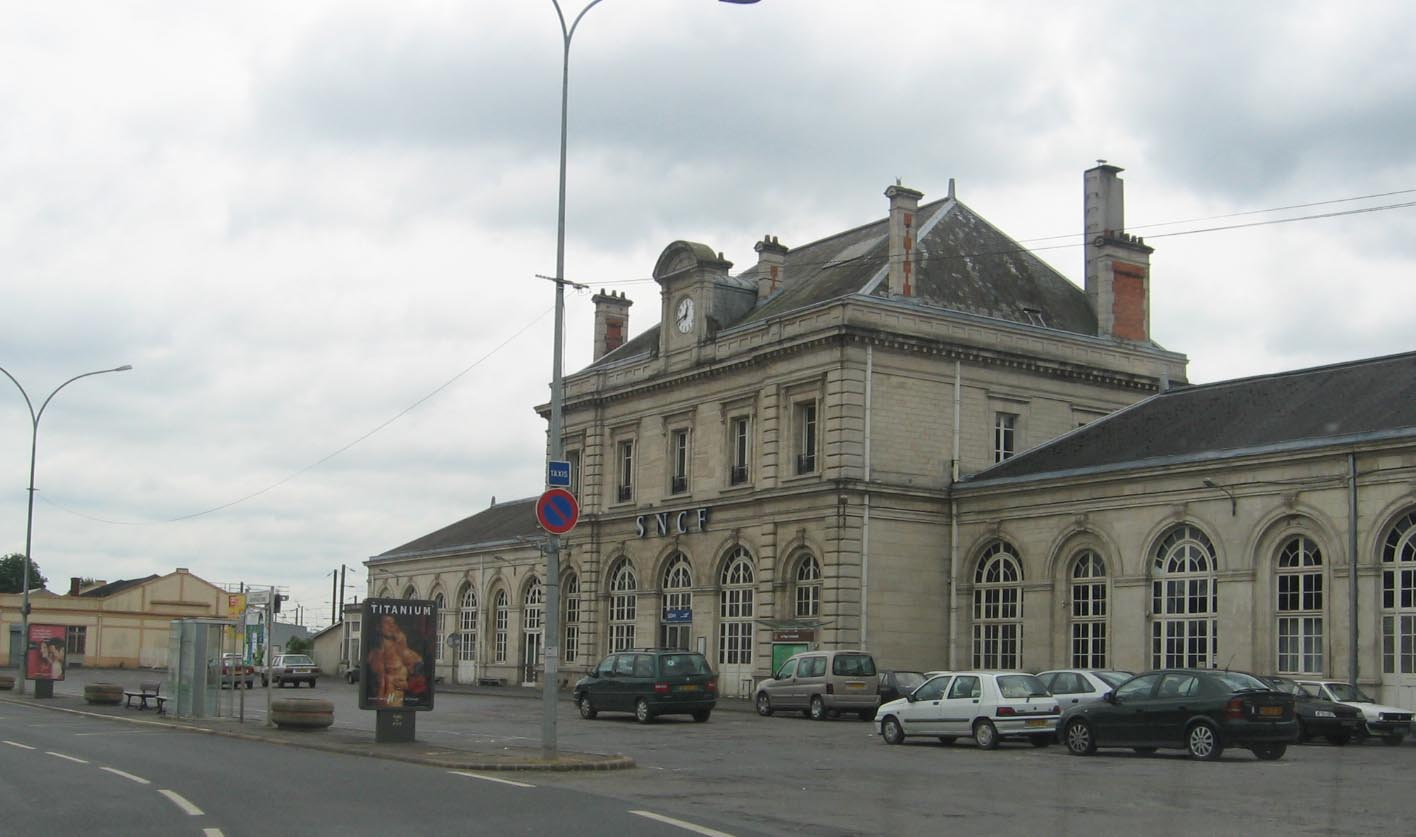
Gare de Sedan.

- Gare de Sedan.
- Gare de Donchery.
- Gare de Carignan.
- Gare de Vrigne-Meuse.
- Gare de Nouvion-sur-Meuse.

### Risques naturels et technologiques
Commune située dans une zone 1 de sismicité très faible.

## Toponymie
Le nom de La Besace vient d'un mot vieux ardennais (langue d'oïl) qui désigne une auberge.

## Histoire
Au cours de la Révolution française, la commune porta provisoirement le nom de Coteau-Libre.
Le 28 août 1914, un combat très meurtrier est livré entre le 63ème Régiment d'infanterie et les Allemands.
Le 15 mai 1940, les Allemands du Panzer-Regiment 8 (unité de la 10. Panzer-Division de Ferdinand Schaal) s'emparent du village qui a été en partie détruit.
Deux habitants ont été admis parmi les 4281 Justes parmi les nations de France : Gabriel et Sara Caillac pour avoir risqué leur vie pour venir en aide à des personnes juives.

## Politique et administration
| Période                                  | Période                   | Identité                                            | Étiquette | Qualité        |
| ---------------------------------------- | ------------------------- | --------------------------------------------------- | --------- | -------------- |
| Les données manquantes sont à compléter. |                           |                                                     |           |                |
| 1879                                     |                           | Bourgeois                                           |           |                |
| mars 2001                                | mars 2014                 | M. Jean-Jacques Duvivier                            |           |                |
| mars 2014                                | En cours (au 27 mai 2020) | M. Jean-Hugues Louis Réélu pour le mandat 2020-2026 |           | Ancien employé |

### Finances communales
En 2021, le budget de la commune était constitué ainsi :
- total des produits de fonctionnement : 135 000 €, soit 961 € par habitant ;
- total des charges de fonctionnement : 69 000 €, soit 496 € par habitant ;
- total des ressources d'investissement : 8 000 €, soit 58 € par habitant ;
- total des emplois d'investissement : 109 000 €, soit 778 € par habitant ;
- endettement : 20 000 €, soit 145 € par habitant.

Avec les taux de fiscalité suivants :
- taxe d'habitation : 14,04 % ;
- taxe foncière sur les propriétés bâties : 32,87 % ;
- taxe foncière sur les propriétés non bâties : 30,30 % ;
- taxe additionnelle à la taxe foncière sur les propriétés non bâties : 0,00 % ;
- cotisation foncière des entreprises : 0,00 %.

Chiffres clés Revenus et pauvreté des ménages en 2020 : médiane en 2020 du revenu disponible, par unité de consommation : 22 270 €.

## Équipements et services publics

### Enseignement
Établissements d'enseignements :
- Écoles maternelles et primaires à Raucourt-et-Flaba, Beaumont-en-Argonne, Haraucourt, Chémery-Chéhéry, Mouzon.
- Collèges à Raucourt-et-Flaba, Douzy, Sedan.
- Lycées à Bazeilles, Sedan.

### Santé
Professionnels et établissements de santé :
- Médecins à Raucourt-et-Flaba, Haraucourt, Mouzon, Bazeilles.
- Pharmacies à Raucourt-et-Flaba, Mouzon, Bazeilles, Douzy.
- Hôpitaux à Sedan, Charleville-Mézières, Nouzonville.

## Population et société

### Démographie

#### Évolution démographique
L'évolution du nombre d'habitants est connue à travers les recensements de la population effectués dans la commune depuis 1793. Pour les communes de moins de 10 000 habitants, une enquête de recensement portant sur toute la population est réalisée tous les cinq ans, les populations de référence des années intermédiaires étant quant à elles estimées par interpolation ou extrapolation. Pour la commune, le premier recensement exhaustif entrant dans le cadre du nouveau dispositif a été réalisé en 2005.

En 2022, la commune comptait 134 habitants, en évolution de −2,9 % par rapport à 2016 (Ardennes : −2,97 %, France hors Mayotte : +2,11 %).
| 1793 | 1800 | 1806 | 1821 | 1831 | 1836 | 1841 | 1846 | 1851 |
| ---- | ---- | ---- | ---- | ---- | ---- | ---- | ---- | ---- |
| 439  | 436  | 447  | 431  | 467  | 487  | 466  | 473  | 402  |

| 1866 | 1872 | 1876 | 1881 | 1886 | 1891 | 1896 | 1901 | 1906 |
| ---- | ---- | ---- | ---- | ---- | ---- | ---- | ---- | ---- |
| 416  | 354  | 367  | 353  | 319  | 321  | 305  | 291  | 277  |

| 1911 | 1921 | 1926 | 1931 | 1936 | 1946 | 1954 | 1962 | 1968 |
| ---- | ---- | ---- | ---- | ---- | ---- | ---- | ---- | ---- |
| 267  | 202  | 200  | 201  | 208  | 191  | 209  | 180  | 173  |

| 1975 | 1982 | 1990 | 1999 | 2005 | 2006 | 2010 | 2015 | 2020 |
| ---- | ---- | ---- | ---- | ---- | ---- | ---- | ---- | ---- |
| 165  | 129  | 132  | 133  | 126  | 127  | 110  | 133  | 133  |

| 2022 | - | - | - | - | - | - | - | - |
| ---- | - | - | - | - | - | - | - | - |
| 134  | - | - | - | - | - | - | - | - |

### Cultes
- Culte catholique, Église Saint-Étienne, Diocèse de Reims.

## Culture locale et patrimoine

Église Saint-Étienne.

### Lieux et monuments
- Église Saint-Étienne[32],[33].
- Stèle à la mémoire du 5e régiment de cuirassiers[34].

### Héraldique
| Blason de La Besace | Blason  | D'argent au lion de sable armé, lampassé et couronné de gueules, accosté en pointe de deux glands de sinople, les cupules vers le chef, au chef de gueules chargé de quatre mouchetures d'hermine d'argent. |
| Blason de La Besace | Détails | Création MM. Baron, Demoncheaux et Jolly. Adopté le 26 mars 1999. |

## Pour approfondir